# Upravna delitev Črne gore
Upravna razdelitev Črne gore je upravno-prostorska razdelitev države Črne gore.
Črna gora je razdeljena na 24 občin (opština). To vključuje 21 občin na ravni okrožja in 2 mestni občini (črnogorsko gradska opština / градска община) z dvema pododdelkoma občine Podgorica, navedenimi spodaj. Vsaka občina lahko vsebuje več mest.
V zgodovini je bilo ozemlje države razdeljeno na »nahije«.
Regije Črne gore – ki jih je za statistične namene oblikoval Statistični urad – nimajo upravne funkcije. Upoštevajte, da druge organizacije (tj. Nogometna zveza Črne gore) uporabljajo različne občine kot del podobnih regij.
Nedavno ustavljene:
- Občina Petnjica (2013)
- Občina Gusinje (2014)
- Mestna občina Tuzi (2018)

Mestna občina:
- Največje in glavno mesto Črne gore Podgorica je razdeljena na še na:
  - Mestna občina Golubovci
  - Mestna občina Tuzi

Cetinje ima status (zgodovinske) prestolnice. Večji mesti sta še Nikšić in Pljevlja v Sandžaku.
Zveza občin Črne gore je nacionalno združenje lokalnih skupnosti Črne gore.
| Andrijevica  | Bar      | Berane      |
| Bijelo Polje | Budva    | Cetinje     |
| Danilovgrad  | Gusinje  | Herceg Novi |
| Kolašin      | Kotor    | Mojkovac    |
| Nikšić       | Petnjica | Plav        |
| Plužine      | Pljevlja | Podgorica   |
| Rožaje       | Šavnik   | Tivat       |
| Tuzi         | Ulcinj   | Žabljak     |

Najmlajša občina je Petnjica, ponovno ustanovljena 2013 (ukinjena je bila leta 1957).

## Kotarji
V Socialistični Republiki Črni gori so obstajali tudi kotarji (črnog. srez).
Sedeži teh upravni enot so bili: Cetinje, Ivangrad (danes Berane), Nikšić, Pljevlja in Titograd (danes Podgorica).
Kotar(j)i so bili ukinjeni z Zakonom o osnovama društvenog i političkog uređenja Narodne Republike Crne Gore 22. julija 1957 in prenehali obstajati 1. januarja 1958.

## Zgodovina ustroja
V času Kraljevine Črne gore je obstajalo 10 regij (črnog. oblast) in 56 kapetanij (1910).
Do leta 1921 so obstajali tudi okraji, kot nižji nivo razdelitve regije.
V začetku druge svetovne vojne je na področjih pod nadzorom Zemaljskog antifašističkog vijeća narodnog oslobođenja Crne Gore i Boke in partizanov obstajalo tudi 20 vaških ter 15 občinskih narodnoosvobodilnih odborov (NOO), ki so delovali v ilegali. Državljanske spore so reševali na prvi stopnji vaški NOO-i, njihova odločitev pa je bila izvršna, če vrednost spora ni presegala 3000 italijanskih lir. Izvršna telesa NOO-ja so bila pretežno sestavljena iz članov Komunistične partije Jugoslavije, ki se je v tistem času zavzemala za ustanovitev Črne Gore kot suverene federalne države v sklopu Demokratične Federativne Jugoslavije.
V Beranamih je bil 21. julija 1941 osnovan prvi narodnoosvobodilni odbor v Novi Jugoslaviji in Črni gori. Prvi predsednik odbora je bil Aleksandar Bojović.
V začetku aprila 1944 v Črni gori obstaja 11 regijskih, 50 občinskih in nekaj sto vaških NOO, pa še nekaj regijskih in občinskih NOO, ki so v ilegali delovali na zasedem območju.
Po vojni so obstajali mestni, občinski in regijski NOO-i. Število se je na osnovi Zakona o područjima srezova i opština u NR Crnoj Gori (Službeni list NR Crne Gore«, br. 16 od 9. srpnja 1955) zmanjševal do prenehanja delovanja regij (1. januarja 1958), krajevni NOO-ji pa so se preoblikovali v krajevne skupnosti, njihovo število pa se je povečevalo.